# Eupomatia bennettii
Eupomatia bennettii là một loài thực vật có hoa trong họ Eupomatiaceae. Loài này được F.Muell. mô tả khoa học đầu tiên năm 1858.